# Кёк-Хак
Кёк-Хаг, или Кёк-Хак (калм. Көк Хаг) — пересыхающее бессточное солёное озеро на севере Прикумского сельского муниципального образования Черноземельского района Калмыкии. Озеро расположено на Прикаспийской низменности в 15 километрах к югу от озера Колтан-Нур на высоте 13 метров ниже уровня моря
Относится к бессточным территориям междуречья Терека, Дона и Волги Западно-Каспийского бассейнового округа. Площадь — 7,47 км².

## Название
Гидроним Кёк-Хаг имеет монгольское происхождение и переводится на русский язык как «голубой солончак» (калм. көк — синий; голубой; зелёный; серый + калм. хаг — солончак).

## Гидрология
Гидрологический режим озера естественно-антропогенный. Озеро расположено в зоне резко континентального, полупустынного климата. В условиях значительного испарения роль дождевых осадков в водном режиме озера не велика. До ввода в эксплуатацию Чограйского водохранилища основным источником питания водоёма являлись осадки, выпадающие в зимний период. С 1970-х в озеро периодически поступает избыток воды из Черноземельской оросительно-обводнительной системы.